# (2245) Hekatostos
(2245) Hekatostos (1978 YA; 1952 FP; 1966 RH; 1972 TV1) ist ein Asteroid des mittleren Hauptgürtels, der am 24. Januar 1968 von der russischen Astronomin Ljudmila Iwanowna Tschernych am Krim-Observatorium in Nautschnyj (IAU-Code 095) entdeckt wurde.

## Benennung
(2245) Hekatostos wurde nach dem griechischen Zahlwort für 100 benannt, da (2245) Hekatostos der 100. Asteroid war, der durch das gemeinsame Beobachtungsprogramm des Instituts für theoretische Astronomie in Sankt Petersburg (damals Leningrad) und des Krim-Observatoriums in Nautschnyj entdeckt wurde.